# 도라미짱 헬로 공룡 키즈!!
헬로 공룡 키즈!!(ドラミちゃん ハロー恐竜キッズ!! 도라미짱 하로 교류 킸즈[*])는 도라에몽의 영화로 도라에몽 노비타와 양철의 미궁의 동시 상영작이다.

## 개요
도라에몽 사상 최초로 세와시가 주인공이 된다. 타임머신을 타고 공룡 시대로 가는 개념의 경우에는 도라에몽 극장판 제1작인 『도라에몽 노비타의 공룡』의 도라미 판이라고도 할 수 있다.

## 줄거리
세와시가 사는 고층 아파트에서 새 둥지를 발견한다. 세와시와 그의 친구들의 외관 길 안톤은 조류가 공룡의 후손인가 아닌가를 확인하기 위해서 도라미 짱과 함께 타임머신을 타고 공룡이 살던 백악기로 간다. 하지만 길을 잃어서 (게다가 타케헬리콥터의 배터리까지 방전되어서) 타임머신의 출입구를 찾는다. 그런데 타임머신을 출입구를 찾는 도중에 지쳐버리는 바람에 그만 공룡의 둥지에서 잠이 든다. 일어날 때 세와시가 발견한 것은 공룡의 알이였다.

## 비밀도구들
- 한주료코베루토(반중력벨트)
- 타케코푸타(타케 헬리콥터)
- 리모콘카메라토모니타소라오토비리모콘데소사데키루카메라토주신모니타 (리모콘 카메라와 모니터 하늘을 날아서 리모콘으로 조작 가능한 카메라와 수신기 모니터)
- 타임머신
- 오타스케 데이하쿠(오타스케 찹쌀떡)
- 곤니치와아카찬토(안녕하세요 아기 램프)
- 스몰라이트(Small Light)
- 치료토(치료 램프)
- 스피도구츠(스피드9개)
- 와타시타치오타베타쿠나루니오이노모토(우리를 먹고 싶어지는 냄새의 근원)

## 스태프
- 원작 - 후지코 F. 후지오

## 수상 경력
- 제11회 골든 글로스 우수상(은상)

## 같이 보기
- 후지코 F. 후지오
- 도라에몽
- 도라에몽 관련 매체 목록
- 도라에몽의 등장인물 목록
- 도라에몽 노비타의 공룡